# Milan Hilderink
Milan Hilderink (Steenderen, 29 september 2002) is een Nederlands voetballer die als verdediger op huurbasis voor TOP Oss speelt.

## Carrière
Milan Hilderink speelde in de jeugd van SV Steenderen, FC Zutphen en BV De Graafschap, waar hij in 2019 een contract tot medio 2022 tekende. Hij debuteerde voor De Graafschap op 23 augustus 2019, in de met 3-0 gewonnen thuiswedstrijd tegen FC Volendam. Hij kwam in de 83e minuut in het veld voor Gregor Breinburg.

## Clubstatistieken
| Seizoen                        | Club           | Land           | Competitie     | Competitie | Competitie | Beker | Beker | Overige | Overige | Totaal | Totaal |
| Seizoen                        | Club           | Land           | Competitie     | Wed.       | Dlp.       | Wed.  | Dlp.  | Wed.    | Dlp.    | Wed.   | Dlp.   |
| ------------------------------ | -------------- | -------------- | -------------- | ---------- | ---------- | ----- | ----- | ------- | ------- | ------ | ------ |
| 2019/20                        | De Graafschap  | Nederland      | Eerste divisie | 1          | 0          | 0     | 0     | -       | -       | 1      | 0      |
| 2020/21                        | De Graafschap  | Nederland      | Eerste divisie | 10         | 0          | 1     | 1     | -       | -       | 11     | 1      |
| 2021/22                        | De Graafschap  | Nederland      | Eerste divisie | 2          | 0          | 1     | 0     | 1       | 0       | 3      | 0      |
| 2022/23                        | → TOP Oss      | Nederland      | Eerste divisie | 10         | 0          | 1     | 0     | 0       | 0       | 11     | 0      |
| Carrièretotaal                 | Carrièretotaal | Carrièretotaal | Carrièretotaal | 23         | 0          | 3     | 1     | 1       | 0       | 26     | 1      |
| Bijgewerkt op 16 november 2022 |                |                |                |            |            |       |       |         |         |        |        |